# Boyzone
Boyzone je irská hudební skupina. Její nejslavnější složení tvořili Keith Duffy, Stephen Gately, Mikey Graham, Ronan Keating a Shane Lynch. Skupinu v roce 1993 založil Louis Walsh, který je též známý jako manažer Johnnyho Logana a Westlife. O rok později vydali debutové album Said and Done. V roce 1999 se skupina rozpadla, ale v roce 2007 oznámila comeback, původně se záměrem pouze koncertovat. 10. října 2009 zemřel Stephen Gately a Boyzone na jeho počest pojmenovali album Brother.

## Diskografie
Studiová alba
- Said and Done (1994)
- A Different Beat (1996)
- Where We Belong (1998)
- Brother (2010)
- BZ20 (2013)
- Dublin to Detroit (2014)
- Thank You & Goodnight (2018)